# River Hart
Der River Hart ist ein Wasserlauf in Hampshire, England. Er entsteht in Crondall und fließt in nördlicher Richtung. Am südwestlichen Rand von Fleet wird er unter dem Basingstoke-Kanal hindurch geführt.